# Liste der Baudenkmäler in Lienen
Die Liste der Baudenkmäler in Lienen enthält die denkmalgeschützten Bauwerke auf dem Gebiet der Stadt Lienen im Kreis Steinfurt in Nordrhein-Westfalen (Stand: September 2011). Diese Baudenkmäler sind in der Denkmalliste der Stadt Lienen eingetragen; Grundlage für die Aufnahme ist das Denkmalschutzgesetz Nordrhein-Westfalen (DSchG NRW).

| Bild                     | Bezeichnung                                           | Lage                                            | Beschreibung                                                                                          | Bauzeit                             | Eingetragen seit       | Denkmal- nummer |
| ------------------------ | ----------------------------------------------------- | ----------------------------------------------- | --- | ----------------------------------- | ---------------------- | --------------- |
| Kirche                   | Kirche                                                | Lienen Kirchplatz Karte                         | | 1706                                | 20.06.1983             | 1               |
| Fachwerkhaus             | Fachwerkhaus                                          | Lienen Diekesdamm 1 Karte                       | | dat. 1775                           | 20.06.1983             | 2               |
| BW                       | massives Gebäude (verputzt)                           | Lienen Hauptstraße 14 Karte                     | |                                     | 20.06.1983             | 3               |
| BW                       | massives Gebäude (verputzt)                           | Lienen Hauptstraße 20 Karte                     | spätbarockes zweigeschossiges Traufenhaus mit Krüppelwalmdach                                         |                                     | 20.06.1983             | 4               |
| Fachwerkhaus„Hohes Haus“ | Fachwerkhaus „Hohes Haus“                             | Lienen Kirchplatz 1 Karte                       | zweigeschossiges Fachwerkhaus                                                                         |                                     | 20.06.1983             | 5               |
| BW                       | Fachwerkhaus                                          | Lienen Kirchplatz 8 Karte                       | zweigeschossiges Fachwerkgebäude                                                                      |                                     | 20.06.1983             | 6               |
| Fachwerkhaus überputzt   | Fachwerkhaus überputzt                                | Lienen Kirchplatz 10 Karte                      | Fachwerkhaus mit aufgeputzter klassizistischer Steinquaderung im Erdgeschoss                          | dat. 1737                           | 20.06.1983             | 7               |
| BW                       | Fachwerkhaus                                          | Lienen Thieplatz 6 Karte                        | eingeschossiges Fachwerkhaus mit Auslucht                                                             | dat. 1674                           | 20.06.1983             | 8               |
| BW                       | Fachwerkhaus                                          | Lienen Diekesdamm 2 Karte                       | eingeschossiges Fachwerkhaus mit Querdiele und Auslucht am Südgiebel                                  | dat. 1756                           | 30.06.1983             | 9               |
| BW                       | Fachwerkhaus                                          | Lienen Diekesdamm 5 Karte                       | eingeschossiges Fachwerkhaus                                                                          | dat. 1845                           | 30.06.1983             | 10              |
| BW                       | Fachwerk-Mühlengebäude                                | Lienen Hauptstraße 30 Karte                     | | dat. 1714/1813                      | 30.06.1983             | 11              |
| BW                       | Fachwerkhaus überputzt                                | Lienen Hauptstraße 32 Karte                     | |                                     | 30.06.1983             | 12              |
| BW                       | Fachwerkhaus                                          | Lienen Iburger Straße 4 Karte                   | | dat. 1796                           | 30.06.1983             | 13              |
| BW                       | Giebel                                                | Lienen Kirchplatz 2 Karte                       | Giebeltrapez aus Fachwerk                                                                             |                                     | 30.06.1983             | 14              |
| BW                       | Fachwerkhaus                                          | Lienen Parkstraße 2 Karte                       | eingeschossiges Fachwerkhaus mit Fachwerkanbau im Osten                                               |                                     | 30.06.1983             | 15              |
| BW                       | Fachwerkhaus                                          | Lienen Schulstraße 6 Karte                      | Zweiständer-Fachwerkbauernhaus mit Kübbungen                                                          | dat. 1780                           | 30.06.1983             | 16              |
| BW                       | Fachwerkhaus                                          | Lienen Thieplatz 3 Karte                        | Zweiständer-Fachwerkhaus                                                                              | dat. 1790                           | 30.06.1983             | 17              |
| BW                       | Fachwerkhaus                                          | Lienen Thieplatz 7 Karte                        | eingeschossiges Fachwerkhaus                                                                          |                                     | 30.06.1983             | 18              |
| Fachwerkhaus             | Fachwerkhaus                                          | Lienen Zum Teich 1 Karte                        | Vierständer-Fachwerkhaus mit Auslucht im Süden                                                        | dat. 1650                           | 30.06.1983             | 19/1            |
| BW                       | Giebel (Nord)                                         | Lienen Hauptstraße 8 Karte                      | Giebeltrapez auf Konsolen in Fachwerk                                                                 | dat. 1677                           | 26.06.1984             | 19/2            |
| Fachwerkhaus             | Fachwerkhaus                                          | Lienen Hauptstraße 22 Karte                     | eingeschossiges traufenständiges Fachwerkhaus auf Sockel hochliegend                                  |                                     | 26.06.1984/ 07.01.1986 | 20              |
| BW                       | Traufenhaus                                           | Lienen Kirchplatz 6 Karte                       | zweigeschossiges klassizistisches Traufenhaus mit Krüppelwalmdach                                     |                                     | 26.06.1987/ 06.08.1985 | 21              |
| Gebäude                  | Gebäude                                               | Lienen Kirchplatz 4 Karte                       | schmaler giebelständiger Fachwerkaufbau mit doppeltem Überhang auf Konsolen                           | dat. 1674/1722                      | 26.06.1984             | 22              |
| BW                       | Fachwerkwohnhaus und Scheune                          | Meckelwege 22 heute: Mautweg 1 Karte            | |                                     | 05.12.1984             | 23              |
|                          | Hof Laig                                              | Dorfbauer 15 heute: Iburger Straße 64           | Wohn- und Wirtschaftsgebäude, Scheune, Backhaus                                                       |                                     | 10.12.1984             | 24              |
| BW                       | Fachwerkhaus                                          | Meckelwege 19 heute: Glandorfer Damm 36 Karte   | |                                     | 10.12.1984             | 25              |
| BW                       | Fachwerkwohn- und Wirtschaftsgebäude, Fachwerkscheune | Meckelwege 2 heute: Am Esch 6 Karte             | |                                     | 10.12.1984             | 26              |
| BW                       | Fachwerkhaus                                          | Kattenvenne 220 heute: Ringeler Straße 22 Karte | |                                     | 10.12.1984             | 27              |
| BW                       | Fachwerkhaus (Verwaltungsanbau)                       | Lienen Hauptstraße 14 Karte                     | |                                     | 06.03.1986             | 28              |
| BW                       | Fachwerkhaus                                          | Warendorfer Weg 7 Karte                         | Fachwerkkötterhaus                                                                                    | 2. Hälfte 18. Jh./ Anfang 19. Jh.   | 06.03.1986             | 29              |
| BW                       | Fachwerkgiebel des Wohn- und Wirtschaftsgebäudes      | Westerbecker Damm 4 Karte                       | |                                     | 06.03.1986             | 30              |
|                          |                                                       |                                                 | |                                     |                        | 31              |
| BW                       | Fachwerkgebäude                                       | Reiterweg 1 Karte                               | Haupthaus: zweiständer Fachwerkbau Scheune: Fachwerk mit großer Einfahrt                              | 18. Jh./ 19. Jh.                    | 13.11.1986             | 32              |
| BW                       | Fachwerkhaus                                          | Meckelweger Straße 32 Karte                     | Fachwerkhaus mit Satteldach und Aufteilung in Deele und Wohnteil                                      | 18. Jh./ 1. Hälfte 19. Jh.          | 13.06.1988             | 33              |
| BW                       | Fachwerkgebäude                                       | Ellerhooksweg 14 Karte                          | Querdeelenhaus                                                                                        | Mitte bis 2. Hälfte 19. Jahrhundert | 10.02.1989             | 34              |
| BW                       | Fachwerkhaus                                          | Meckelweger Straße 31 Karte                     | Zweiständer-Längsdeelen-Fachwerkhaus                                                                  | 1818                                | 01.03.1989             | 35              |
| BW                       | Fachwerkgebäude (Werkstatt)                           | Lienen Thieplatz 2 Karte                        | Fachwerkgebäude mit Ziegelausfachung auf massivem Sockel mit Satteldach                               | 2. Hälfte 19. Jh.                   | 09.02.1990             | 36              |
| BW                       | Bauernhaus                                            | Glandorfer Damm 9 Karte                         | Großes Bauernhaus in Fachwerk                                                                         | 1791                                | 09.02.1990             | 37              |
| BW                       | Bahnhof Kattenvenne                                   | Kattenvenne Bahnhofstraße Karte                 | Zweigeschossiges Empfangsgebäude                                                                      | 1873                                | 16.05.1991             | 38              |
| BW                       | Seilerei-Reepbahn                                     | Thieplatz 2 Karte                               | |                                     | 03.06.1991             | 39              |
| BW                       | ehemaliges Kötterhaus                                 | Im Siensfeld 7 Karte                            | kleines Zweiständer-Fachwerkbauernhaus mit weiß verputzten Gefachen und Satteldach                    |                                     | 04.02.1992             | 40              |
| BW                       | Speichergebäude                                       | Glandorfer Damm 55 Karte                        | großer zweigeschossiger Fachwerkspeicher mit Backsteinfüllungen auf Bruchsteinsockel unter Satteldach | dat. 1857                           | 27.10.1992             | 41              |
| BW                       | Ehemaliges Heuerhaus                                  | Höster Esch 13 Karte                            | kleines Zweiständer-Fachwerkbauernhaus mit Ziegelausfachung unter Satteldach                          | 2. Hälfte 19. Jh.                   | 25.02.1993             | 42              |
| BW                       | Ehemaliges Bauernhaus mit Scheune                     | Markenweg 12 Karte                              | Hofanlage mit Bauernhaus sowie Scheunen- und Stallgebäude                                             | dat. 1751                           | 26.02.1993             | 43              |
| BW                       | Hofanlage                                             | Am Esch 7 Karte                                 | Hofanlage mit Backhaus                                                                                | 1750                                | 26.02.1993             | 44              |
| BW                       | Maschinenmühle Schlingermann                          | Glandorfer Damm 24 Karte                        | dreigeschossiges Gebäude unter Satteldach                                                             |                                     | 26.07.1993             | 45              |
| BW                       | Landwirtschaftliches Nebengebäude                     | Kattenvenne Jagdweg 16 Karte                    | Zweiständer-Fachwerkbauernhaus                                                                        | 17. Jahrhundert                     | 04.10.1993             | 46              |
| BW                       | Bauernhaus einschl. Scheune                           | Meckelweger Kirchweg 15 Karte                   | Zweiständer-Fachwerkgebäude mit massivem Anbau                                                        | 1860                                | 16.03.1995             | 47              |
| BW                       | Ehemalige Spar- und Darlehnskasse                     | Lengericher Straße 1 Karte                      | zweigeschossiges verputztes Gebäude mit eingeschossigem Anbau                                         | 1907                                | 26.06.1995             | 48              |
| BW                       | Hofanlage                                             | Ellerhooksweg 10 Karte                          | Wohn- und Wirtschaftsgebäude, Schweinestall, Wagenremise mit Korntrocknung                            | Ende 18. Jahrhundert                | 15.07.2002             | 49              |
| BW                       | Gut Hohenfelde                                        | Iburger Straße 63 Karte                         | klassizistisches zweigeschossiges Herrenhaus, zwei Torpfeilerpaare, Gartenmauern                      | 1825                                | 15.07.2002             | 50              |
| BW                       | Bauernhaus mit Remise                                 | Westerbecker Damm 5 Karte                       | |                                     | 18.11.2004             | 51              |
| BW                       | Hofanlage                                             | Hohner Straße 11 Karte                          | Bauernhaus mit Backhaus                                                                               |                                     | 15.06.2005             | 52              |
| BW                       | Bauernhaus und Brunnen                                | Meckelweger Straße 5 Karte                      | Zweiständer-Fachwerkbauernhaus                                                                        |                                     | 12.02.2008             | 53              |